# NGC 3545
NGC 3545 (również NGC 3545A lub PGC 33894) – galaktyka eliptyczna (E), znajdująca się w gwiazdozbiorze Wielkiej Niedźwiedzicy. Odkrył ją Édouard Jean-Marie Stephan 26 marca 1884.
Jest zachodnią galaktyką z pary zderzających się galaktyk, co sugerują pomiary wykonane przez Stephana, choć np. serwis SEDS jako NGC 3545 uznaje wschodnią z tych galaktyk. Stephan bezpośrednio nic nie wspominał o drugiej galaktyce, choć wyraził przypuszczenie, że obiekt, który zaobserwował może być podwójny. Niektóre źródła (np. NED – NASA/IPAC Extragalactic Database) jako obiekt NGC 3545 traktują obie te galaktyki, poszczególne składniki nazywając NGC 3545A (zachodnia) i NGC 3545B (wschodnia) (odwrotne oznaczenia ma serwis SEDS).